# Anja Penczewa
Anja Penczewa (bułg.: Аня Пенчева, ur. 12 września 1957 w Smolanie) – bułgarska aktorka filmowa i teatralna.
Urodziła się w Smolanie, niedługo po jej narodzinach rodzina przeniosła się do Trojanu. Penczewa wielokrotnie występowała początkowo w teatrze młodzieżowym, i ten kres często wspomina jako najlepsze lata swojego życia. W 1980 roku ukończyła studia na Narodowej Akademii Sztuk Teatralnych i Filmowych im. „Krystjo Sarafowa” w Sofii. Występowała w Teatrze Narodowym im. Iwana Wazowa u boku matki swojego drugiego męża, popularnej aktorki, Sławki Sławowej. W 2002 otrzymała bułgarską nagroda za wkład w sztukę teatralną - Аскеер. W filmie debiutowała już jako dziecko, ale pierwszą główną rolę otrzymała w 1979 roku w filmie Tayfuni s nezhni imena, w którym wystąpiła z Kostą Tsonewem.
Dwukrotnie była zamężna - z dziennikarzem sportowym Saszą Dikowem i Iwajło Karanjotowem.

## Wybrane role
- 1969: Tzar Ivan Shishman
- 1972: Kowadło czy młot, tyt. org. Nakovalnya ili chuk
- 1977: Udar słoneczny, tyt. org. Slanchev udar
- 1978: Bądź błogosławiona, tyt. org. Badi blagoslovena
- 1979: Coś z niczego, tyt. org. Ot nishto neshto
- 1979: Tayfuni s nezhni imena
- 1980: Historia prawie miłosna, tyt. org. Pochti lyubovna istoriya
- 1981: Adaptacja, tyt. org. Adaptatziya
- 1982: Ostrzeżenie, tyt. org. Die Mahnung
- 1983: Cherno i byalo
- 1985: Patyat na muzikantite
- 1987: Nebe za vsichki
- 1988: Czas przemocy, tyt. org. Vreme na nasilie
- 1988: Poniedziałek rano, tyt. org. Ponedelnik sutrin
- 1993: Kragovrat
- 1993: Zhrebiyat
- 1994: Delitto passionale
- 1998: Ispanska muha
- 2007: Vreme za zheni
- 2017: Off the Road